# Brasile ai Giochi della XXIX Olimpiade
Il Brasile ha partecipato ai Giochi della XXIX Olimpiade di Pechino, svoltisi dall'8 al 24 agosto 2008, con una delegazione di 277 atleti.

## Medaglie
| Medaglia | Atleta                             | Sport            | Evento                          |
| -------- | ---------------------------------- | ---------------- | ------------------------------- |
| Oro      | César Cielo Filho                  | Nuoto            | 50 metri stile libero maschili  |
| Oro      | Maurren Maggi                      | Atletica leggera | Salto in lungo femminile        |
| Oro      | Brasile                            | Pallavolo        | Torneo femminile                |
| Argento  | Robert Scheidt Bruno Prada         | Vela             | Star maschile                   |
| Argento  | Brasile                            | Calcio           | Torneo femminile                |
| Argento  | Márcio Araújo Fábio Luiz Magalhães | Beach volley     | Torneo maschile                 |
| Argento  | Brasile                            | Pallavolo        | Torneo maschile                 |
| Bronzo   | Leandro Guilheiro                  | Judo             | 73 kg maschile                  |
| Bronzo   | Ketleyn Quadros                    | Judo             | 57 kg femminile                 |
| Bronzo   | Tiago Camilo                       | Judo             | 81 kg maschile                  |
| Bronzo   | César Cielo Filho                  | Nuoto            | 100 metri stile libero maschili |
| Bronzo   | Fernanda Oliveira Isabel Swan      | Vela             | 470 femminile                   |
| Bronzo   | Ricardo Santos Emanuel Rego        | Beach volley     | Torneo maschile                 |
| Bronzo   | Brasile                            | Calcio           | Torneo maschile                 |
| Bronzo   | Natália Falavigna                  | Taekwondo        | +67 kg femminile                |

### Medaglie per disciplina
| Sport            | Oro | Argento | Bronzo | Totale |
| ---------------- | --- | ------- | ------ | ------ |
| Pallavolo        | 1   | 1       | 0      | 2      |
| Nuoto            | 1   | 0       | 1      | 2      |
| Atletica leggera | 1   | 0       | 0      | 1      |
| Vela             | 0   | 1       | 1      | 2      |
| Calcio           | 0   | 1       | 1      | 2      |
| Beach volley     | 0   | 1       | 1      | 2      |
| Judo             | 0   | 0       | 3      | 3      |
| Taekwondo        | 0   | 0       | 1      | 1      |

## Atletica leggera
| Gara              | Atleta                                                        | Batterie | Batterie | Quarti  | Quarti | Semifinali | Semifinali | Finale | Finale |
| Gara              | Atleta                                                        | Tempo    | Pos.     | Tempo   | Pos.   | Tempo      | Pos.       | Tempo  | Pos.   |
| ----------------- | ------------------------------------------------------------- | -------- | -------- | ------- | ------ | ---------- | ---------- | ------ | ------ |
| 100 m             | Sandro Viana                                                  | 10"60    | 6        |         |        |            |            |        |        |
| 100 m             | Vicente de Lima                                               | 10"26    | 3        | 10"31   | 7      |            |            |        |        |
| 100 m             | José Carlos Moreira                                           | 10"29    | 3        | 10"32   | 6      |            |            |        |        |
| 200 m             | Sandro Viana                                                  | 20"84    | 4        | 21"07   | 7      |            |            |        |        |
| 200 m             | Bruno de Barros                                               | 21"15    | 5        |         |        |            |            |        |        |
| 400 m             | Fernando Pereira de Almeida                                   |          |          | 46"60   | 5      |            |            |        |        |
| 800 m             | Fabiano Peçanha                                               |          |          | 1'46"54 | 4      | 1'47"07    | 8          |        |        |
| 800 m             | Kléberson Davide                                              |          |          | 1'48"53 | 5      |            |            |        |        |
| 1500 m            | Hudson de Souza                                               |          |          | 3'37"06 | 7      |            |            |        |        |
| 110 m ostacoli    | Anselmo Gomes da Silva                                        | 13"81    | 4        | 13"84   | 7      |            |            |        |        |
| 400 m ostacoli    | Mahau Camargo Suguimati                                       |          |          | 49"45   | 3      | 50"16      | 7          |        |        |
| Staffetta 4x100 m | José Carlos Moreira Bruno de Barros Vicente Lima Sandro Viana |          |          |         |        | 39"01      | 4          | 38"24  | 4      |

| Gara         | Atleta                    | Tempo        | Posizione    |
| ------------ | ------------------------- | ------------ | ------------ |
| Maratona     | Franck Caldeira           | non concluso | non concluso |
| Maratona     | José de Souza             | 2h 20'35"    | 38           |
| Maratona     | Marílson Gomes dos Santos | non concluso | non concluso |
| Marcia 20 km | José Alessandro Bagio     | 1h 21'43"    | 14           |
| Marcia 50 km | Mário dos Santos          | 4h 10'25"    | 41           |

| Gara             | Atleta                  | Qualificazioni | Qualificazioni | Finale  | Finale |
| Gara             | Atleta                  | Misura         | Pos.           | Misura  | Pos.   |
| ---------------- | ----------------------- | -------------- | -------------- | ------- | ------ |
| Salto in alto    | Jessé de Lima           | 2,29 m         | 1              | 2,20 m  | 10     |
| Salto con l'asta | Fábio Gomes da Silva    | 5,45 m         | 25             |         |        |
| Salto in lungo   | Mauro Vinícius da Silva | 7,75 m         | 14             |         |        |
| Salto triplo     | Jadel Gregório          | 17,15 m        | 6              | 17,20 m | 6      |
| Salto triplo     | Jefferson Sabino        | 16,45 m        | 15             |         |        |

| Prova                  | Carlos Chinin  | Carlos Chinin | Carlos Chinin |
| Prova                  | Risultato      | Punti         | Pos.          |
| ---------------------- | -------------- | ------------- | ------------- |
| 100 metri              | 10"99          | 863           | 13            |
| Salto in lungo         | 6,94 m         | 799           | 27            |
| Getto del peso         | nessuna misura | 0             | -             |
| Salto in alto          | 1,99 m         | 794           | 11            |
| 400 metri              | 49"21          | 851           | 12            |
| 110 metri ostacoli     | non partito    | non partito   | non partito   |
| Lancio del disco       |                |               |               |
| Salto con l'asta       |                |               |               |
| Lancio del giavellotto |                |               |               |
| 1500 metri             |                |               |               |
| Totale                 |                | DNF           | -             |

| Gara                  | Atleta                                                               | Batterie | Batterie | Quarti       | Quarti       | Semifinali | Semifinali | Finale | Finale |
| Gara                  | Atleta                                                               | Tempo    | Pos.     | Tempo        | Pos.         | Tempo      | Pos.       | Tempo  | Pos.   |
| --------------------- | -------------------------------------------------------------------- | -------- | -------- | ------------ | ------------ | ---------- | ---------- | ------ | ------ |
| 100 m                 | Lucimar de Moura                                                     | 11"60    | 4        | 11"67        | 8            |            |            |        |        |
| 200 m                 | Evelyn Carolina dos Santos                                           | 23"43    | 5        | 23"35        | 6            |            |            |        |        |
| 400 m                 | Maria Laura Almirão                                                  |          |          | 53"26        | 5            |            |            |        |        |
| 100 m ostacoli        | Maíla Machado                                                        |          |          | 13"45        | 7            |            |            |        |        |
| 400 m ostacoli        | Lucimar Teodoro                                                      |          |          | 57"68        | 6            |            |            |        |        |
| 3000 siepi            | Zenaide Vieira                                                       |          |          | non concluso | non concluso |            |            |        |        |
| Staffetta 4x100 metri | Rosemar Coelho Neto Lucimar de Moura Thaissa Presti Rosangela Santos |          |          |              |              | 43"38      | 3          | 43"14  | 4      |
| Staffetta 4x400 metri | Maria Laura Almirao Josiane Tito Emmily Pinheiro Lucimar Teodoro     |          |          |              |              | 3'30"10    | 6          |        |        |

| Gara         | Atleta            | Tempo     | Posizione |
| ------------ | ----------------- | --------- | --------- |
| Maratona     | Marily dos Santos | 2h 38'10" | 51        |
| Marcia 20 km | Tânia Spindler    | 1'36'46"  | 37        |

| Gara                   | Atleta                   | Qualificazioni | Qualificazioni | Finale | Finale |
| Gara                   | Atleta                   | Misura         | Pos.           | Misura | Pos.   |
| ---------------------- | ------------------------ | -------------- | -------------- | ------ | ------ |
| Salto con l'asta       | Fabiana Murer            | 4,50 m         | 1              | 4,45 m | 10     |
| Salto in lungo         | Maurren Maggi            | 6,79 m         | 1              | 7,04 m |        |
| Salto in lungo         | Keila Costa              | 6,62 m         | 3              | 6,43 m | 11     |
| Salto triplo           | Gisele Lima              | 13,81 m        | 11             |        |        |
| Lancio del disco       | Elisângela Adriano       | 58,84 m        |                |        |        |
| Lancio del giavellotto | Alessandra Nobre Resende | 56,53 m        | 15             |        |        |

| Prova                  | Lucimara da Silva | Lucimara da Silva | Lucimara da Silva |
| Prova                  | Risultato         | Punti             | Pos.              |
| ---------------------- | ----------------- | ----------------- | ----------------- |
| 100 metri ostacoli     | 13"55             | 1043              | 10                |
| Salto in alto          | 1,83 m            | 1016              | 5                 |
| Getto del peso         | 11,59 m           | 634               | 37                |
| 200 metri              | 24"56             | 928               | 16                |
| Salto in lungo         | 6,18 m            | 905               | 10                |
| Lancio del giavellotto | 40,34 m           | 674               | 26                |
| 800 metri              | 2'16"20           | 876               | 20                |
| Totale                 |                   | 6076              | 17                |

## Beach volley

### Torneo maschile
Il Brasile ha partecipato con due coppie: una formata da Márcio Araújo e Fábio Luiz Magalhães, l'altra da Emanuel Rego e Ricardo Santos.

#### Prima fase
Gruppo C
| 9 agosto  | 13.00 | Ricardo-Emanuel | 2-0 (21-8, 21-13)  | Fernandes - Morais |
| 11 agosto | 13:00 | Ricardo-Emanuel | 2-0 (21-19, 21-17) | Geor - Gia         |
| 13 agosto | 21:00 | Ricardo-Emanuel | 2-0 (21-14, 21-17) | Schacht - Slack    |

| posiz | squadra                     | G | W | P | Sv | Sp | Pf  | Ps  | Pts |
| ----- | --------------------------- | - | - | - | -- | -- | --- | --- | --- |
| 1     | Ricardo-Emanuel (Brasile)   | 3 | 3 | 0 | 6  | 0  | 126 | 88  | 6   |
| 2     | Schacht - Slack (Australia) | 3 | 2 | 1 | 4  | 2  | 115 | 102 | 5   |
| 3     | Geor - Gia (Georgia)        | 3 | 1 | 2 | 2  | 4  | 114 | 111 | 4   |
| 4     | Fernandes - Morais (Angola) | 3 | 0 | 3 | 0  | 6  | 72  | 126 | 3   |

Gruppo D
| 10 agosto | 13.00 | M. Araujo - Fabio Luiz | 2-0 (21-18, 21-18)        | Lione - Amore        |
| 12 agosto | 13:00 | M. Araujo - Fabio Luiz | 1-2 (22-20, 19-21, 11-15) | Doppler - Gartmayer  |
| 14 agosto | 18:00 | M. Araujo - Fabio Luiz | 2-0 (24-22, 21-17)        | Barsouk - Kolodinsky |

| posiz | squadra                          | G | W | P | Sv | Sp | Pf  | Ps  | Pts |
| ----- | -------------------------------- | - | - | - | -- | -- | --- | --- | --- |
| 1     | Doppler - Gartmayer (Austria)    | 3 | 3 | 0 | 6  | 2  | 156 | 144 | 6   |
| 2     | M. Araujo - Fabio Luiz (Brasile) | 3 | 2 | 1 | 5  | 2  | 139 | 131 | 5   |
| 3     | Barsouk - Kolodinsky (Russia)    | 3 | 1 | 2 | 3  | 4  | 132 | 130 | 4   |
| 4     | Lione - Amore (Italia)           | 3 | 0 | 3 | 0  | 6  | 107 | 129 | 3   |

#### Seconda fase
Ottavi di finale
| 16 agosto  | 18.00 | Asahi - Shiratori | 0-2 (21-13, 15-21)        | M. Araujo - F. Luiz  |
| 16/08/2008 | 21.00 | Ricardo-Emanuel   | 2-1 (18-21, 25-23, 15-13) | Barsouk - Kolodinsky |

Quarti di finale
| 18 agosto  | 20.00 | M. Araujo - F. Luiz | 2-0 (22-20, 21-17) | Gosch - Horst    |
| 18/08/2008 | 21.00 | Ricardo-Emanuel     | 2-0 (21-18, 21-16) | Gibb - Rosenthal |

Semifinali
| 20 agosto | 10.00 | Ricardo-Emanuel | 0-2 (20-22, 18-21) | M. Araujo - F. Luiz |

Finale per il bronzo
| 22/08/2008 | 09.00 | Geor - Gia | 0-2 (15-21, 10-21) | Ricardo-Emanuel |

Finale
| 22/08/2008 | 11.00 | Rogers - Dalhausser | 2-1 (23-21, 17-21, 15-4) | M. Araujo - F. Luiz |

### Torneo femminile
Il Brasile è stato rappresentato da due coppie: una formata da Talita Antunes e Renata Ribeiro, l'altra da Ana Paula Connelly e Larissa França.

#### Prima fase
Gruppo C
| 9 agosto  | 20.00 | Larissa - Ana Paula | 2-1 (23-25, 21-17, 15-5)  | Saka - Rtvelo        |
| 11 agosto | 20:00 | Larissa - Ana Paula | 2-1 (19-21, 21-12, 15-13) | Uryadova - Shiryaeva |
| 13 agosto | 12:00 | Larissa - Ana Paula | 0-2 (21-23, 21-23)        | Cook - Barnett       |

| posiz | squadra                       | G | W | P | Sv | Sp | Pf  | Ps  | Pts |
| ----- | ----------------------------- | - | - | - | -- | -- | --- | --- | --- |
| 1     | Cook - Barnett (Australia)    | 3 | 3 | 0 | 6  | 1  | 143 | 113 | 6   |
| 2     | Larissa - Ana Paula (Brasile) | 3 | 2 | 1 | 4  | 4  | 156 | 139 | 5   |
| 3     | Saka - Rtvelo (Georgia)       | 3 | 1 | 2 | 3  | 5  | 120 | 154 | 4   |
| 4     | Uryadova - Shiryaeva (Russia) | 3 | 0 | 3 | 3  | 6  | 140 | 157 | 3   |

Gruppo F
| 10 agosto | 12.00 | Talita - Renata | 2-1 (18-21, 21-16, 15-8) | Candelas - Garcia      |
| 12 agosto | 20:00 | Talita - Renata | 2-0 (21-18, 21-19)       | Schwaiger - Schwaiger  |
| 14 agosto | 12:00 | Talita - Renata | 2-0 (22-20, 21-19)       | Karantasiou - Arvaniti |

| posiz | squadra                         | G | W | P | Sv | Sp | Pf  | Ps  | Pts |
| ----- | ------------------------------- | - | - | - | -- | -- | --- | --- | --- |
| 1     | Talita - Renata (Brasile)       | 3 | 3 | 0 | 6  | 1  | 139 | 121 | 6   |
| 2     | Schwaiger - Schwaiger (Austria) | 3 | 2 | 1 | 4  | 2  | 121 | 105 | 5   |
| 3     | Candelas - Garcia (Messico)     | 3 | 1 | 2 | 3  | 5  | 124 | 146 | 4   |
| 4     | Karantasiou - Arvaniti (Grecia) | 3 | 0 | 3 | 1  | 6  | 125 | 137 | 3   |

#### Seconda fase
Ottavi di finale
| 15 agosto | 20.00 | Maaseide - Glesnes  | 1-2 (21-12, 19-21, 13-15) | Talita - Renata |
| 15 agosto | 21.00 | Larissa - Ana Paula | 2-0 (21-18, 21-14)        | Pohl - Rau      |

Quarti di finale
| 17 agosto | 10.00 | Larissa - Ana Paula | 0-2 (18-21, 15-21) | Walsh - May-Treanor |
| 17 agosto | 21.00 | Cook - Barnett      | 0-2 (22-24, 14-21) | Talita - Renata     |

Semifinali
| 19 agosto | 09.00 | Talita - Renata | 0-2 (12-21, 14-21) | Walsh - May-Treanor |

Finale per il terzo posto
| 21 agosto | 09.00 | Xue - Zhang Xi | 2-0 (21-19, 21-17) | Talita - Renata |

## Calcio
La nazionale brasiliana si è qualificata per i Giochi vincendo il campionato sudamericano under-20 del 2007.

### Torneo maschile

#### Squadra
Allenatore:  Dunga
| N. | Pos. | Giocatore    | Data nascita (età)     | Pres. | Reti | Squadra          |
| -- | ---- | ------------ | ---------------------- | ----- | ---- | ---------------- |
| 1  | P    | Diego Alves  | 24 giugno 1985 (23)    |       |      | Almeria          |
| 2  | D    | Rafinha      | 7 settembre 1985 (23)  |       |      | Schalke 04       |
| 3  | D    | Alex Silva   | 10 maggio 1985 (23)    |       |      | San Paolo        |
| 4  | D    | Thiago Silva | 22 settembre 1984 (24) |       |      | Fluminense       |
| 5  | C    | Hernanes     | 29 maggio 1985 (23)    |       |      | San Paolo        |
| 6  | D    | Marcelo      | 12 maggio 1988 (20)    |       |      | Real Madrid      |
| 7  | C    | Anderson     | 13 aprile 1988 (20)    |       |      | Manchester Utd   |
| 8  | C    | Lucas        | 9 gennaio 1987 (21)    |       |      | Liverpool        |
| 9  | A    | Pato         | 2 settembre 1989 (18)  |       |      | Milan            |
| 10 | C    | Ronaldinho   | 21 marzo 1980 (28)     |       |      | Milan            |
| 11 | C    | Ramires      | 24 marzo 1987 (21)     |       |      | Cruzeiro         |
| 12 | P    | Renan        | 24 gennaio 1985 (23)   |       |      | Internacional    |
| 13 | D    | Ilsinho      | 12 ottobre 1985 (23)   |       |      | Shakhtar Donetsk |
| 14 | D    | Breno        | 13 ottobre 1989 (19)   |       |      | Bayern Monaco    |
| 15 | C    | Diego        | 28 febbraio 1985 (23)  |       |      | Werder Brema     |
| 16 | C    | Thiago Neves | 27 febbraio 1985 (23)  |       |      | Fluminense       |
| 17 | A    | Rafael Sóbis | 17 giugno 1985 (23)    |       |      | Betis Siviglia   |
| 18 | A    | Jô           | 20 marzo 1987 (21)     |       |      | Manchester City  |

#### Prima fase
| Arbitro: | Al Ghamdi |

|              |           |  |
| Hernanes 79’ | Marcatori |  |

| Arbitro: | Lannoy |

|  |           |                                                             |
|  | Marcatori | 3’ Anderson 34’ Pato 55’, 61’ (rig.) Ronaldinho 90+3’ Sóbis |

| Arbitro: | Pozo |

|  |           |            |
|  | Marcatori | 35’ Haroun |

| Squadra            | P.ti | G | V | N | P | GF | GS | DR |
| ------------------ | ---- | - | - | - | - | -- | -- | -- |
| Brasile U-23       | 9    | 3 | 3 | 0 | 0 | 9  | 0  | +9 |
| Belgio U-23        | 6    | 3 | 2 | 0 | 1 | 3  | 1  | +2 |
| Cina U-23          | 1    | 3 | 0 | 1 | 2 | 1  | 6  | -5 |
| Nuova Zelanda U-23 | 1    | 3 | 0 | 1 | 2 | 1  | 7  | -6 |

#### Seconda fase
Quarti di finale
| Arbitro: | Skomina |

|                         |           |  |
| Sóbis 101’ Marcelo 105’ | Marcatori |  |

Semifinale
| Arbitro: | Vázquez |

|  |           |                                     |
|  | Marcatori | 52’, 58’ Agüero 75’ (rig.) Riquelme |

Finale per il bronzo
| Arbitro: | Einwaller |

|  |           |                       |
|  | Marcatori | 27’ Diego 45’, 92’ Jô |

### Torneo femminile

#### Squadra
Allenatore:  Jorge Luiz Barcellos
| N. | Pos. | Giocatore                          | Data nascita (età)     | Pres. | Reti | Squadra                |
| -- | ---- | ---------------------------------- | ---------------------- | ----- | ---- | ---------------------- |
| 1  | P    | Andréia Suntaques                  | 14 settembre 1977 (30) |       |      | Prainsa S.C.           |
| 2  | D    | Simone Gomes Jatobá                | 10 febbraio 1981 (28)  |       |      | Olympique Lyonnais     |
| 3  | D    | Andréia Rosa de Andrade            | 8 luglio 1984 (24)     |       |      | Ferroviária Araraquara |
| 4  | D    | Tânia Maria Pereira Ribeiro        | 10 marzo 1974 (34)     |       |      | Saad                   |
| 5  | D    | Renata Aparecida da Costa          | 8 luglio 1986 (22)     |       |      | Odense                 |
| 6  | C    | Andréia dos Santos                 | 30 aprile 1977 (31)    |       |      | Saad                   |
| 7  | C    | Daniela Alves Lima                 | 12 gennaio 1984 (24)   |       |      | Linköpings             |
| 8  | C    | Miraildes Maciel Mota              | 3 marzo 1978 (30)      |       |      | Saad                   |
| 9  | C    | Ester Aparecida dos Santos         | 9 dicembre 1982 (25)   |       |      | Santos                 |
| 10 | A    | Marta Vieira da Silva              | 19 febbraio 1986 (22)  |       |      | Umeå IK                |
| 11 | A    | Cristiane Rozeira de Souza Silva   | 15 maggio 1985 (23)    |       |      | Linköpings             |
| 12 | P    | Bárbara Micheline do Monte Barbosa | 4 luglio 1988 (20)     |       |      | Sport Recife           |
| 13 | C    | Francielle Manoel Alberto          | 18 ottobre 1989 (18)   |       |      | Santos                 |
| 14 | A    | Delma Gonçalves                    | 19 maggio 1975 (33)    |       |      | INAC Leonissa          |
| 15 | A    | Fabiana da Silva Simões            | 4 agosto 1989 (18)     |       |      | Corinthians            |
| 16 | D    | Érika Cristiano dos Santos         | 4 febbraio 1988 (20)   |       |      | Santos                 |
| 17 | C    | Maurine Dorneles Gonçalves         | 14 gennaio 1986 (22)   |       |      | Santos                 |
| 18 | D    | Rosana dos Santos Augusto          | 7 luglio 1982 (26)     |       |      | SV Neulengbach         |

#### Prima fase
| Squadra        | P.ti | G | V | N | P | GF | GS | DR |
| -------------- | ---- | - | - | - | - | -- | -- | -- |
| Brasile        | 7    | 3 | 2 | 1 | 0 | 5  | 2  | +3 |
| Germania       | 7    | 3 | 2 | 1 | 0 | 2  | 0  | +2 |
| Corea del Nord | 3    | 3 | 1 | 0 | 2 | 2  | 3  | -1 |
| Nigeria        | 0    | 3 | 0 | 0 | 3 | 1  | 5  | -4 |

| Shenyang 6 agosto 2008, ore 17:00 UTC+8 | Germania | 0 – 0 referto | Brasile | Stadio Olimpico (20.703 spett.)\| Arbitro: \| Seitz \| |
| Arbitro:                                | Seitz    |               |         |                                                        |

| Arbitro: | Niu |

|                       |           |        |
| Daniela 14’ Marta 22’ | Marcatori | 93’ Ri |

| Arbitro: | Hong |

|                    |           |                            |
| Nkwocha 19’ (rig.) | Marcatori | 33’, 35’, 45'+3’ Cristiane |

#### Seconda fase
Quarti di finale
| Arbitro: | Seitz |

|                       |           |                   |
| Daniela 44’ Marta 57’ | Marcatori | 83’ (rig.) Nordby |

Semifinale
| Arbitro: | Hong |

|                                          |           |           |
| Formiga 43’ Cristiane 49’, 76’ Marta 53’ | Marcatori | 10’ Prinz |

Finale
| Arbitro: | Damková |

| |            | |
| | Marcatori  | 96’ Lloyd |
| · Bárbara · 104’ Simone · Tania · Renata Costa · Maycon · 77’ Daniela · 105+1’ Formiga · Ester · Marta · Cristiane · 107’ Erika · A disposizione: · Andréia · Andréia Rosa · 105+1’ Francielle · Pretinha · 77’ Fabiana · Maurine · 104’ 106’ Rosana | Formazioni | · Solo · Mitts 37’ · Rampone · Tarpley 71’ · Boxx · Rodriguez 120’ · O'Reilly 101’ · Lloyd · Markgraf · Hucles · Chalupny · A disposizione: · Barnhart · Buehler · Kai 101’ 114’ · Wagner · Cheney 71’ · Heath · Cox 120’ |
| Barcellos | Allenatori | Sundhage |

## Canoa/kayak
| Gara      | Atleta          | Batterie | Batterie | Semifinali | Semifinali | Finale | Finale |
| Gara      | Atleta          | Tempo    | Pos.     | Tempo      | Pos.       | Tempo  | Pos.   |
| --------- | --------------- | -------- | -------- | ---------- | ---------- | ------ | ------ |
| C1 500 m  | Nivalter Santos | 1'51"363 | 6        | 1'56"139   | 7          |        |        |
| C1 1000 m | Nivalter Santos | 4'17"407 | 6        | 4'12"556   | 7          |        |        |

| Gara      | Atleta                     | Preliminari | Preliminari | Preliminari | Preliminari | Semifinali | Semifinali | Finale | Finale | Finale | Finale |
| Gara      | Atleta                     | Manche 1    | Manche 2    | Totale      | Pos.        | Tempo      | Pos.       | Tempo  | Pos.   | Totale | Pos.   |
| --------- | -------------------------- | ----------- | ----------- | ----------- | ----------- | ---------- | ---------- | ------ | ------ | ------ | ------ |
| Slalom K1 | Poliana Aparecida de Paula | 113"47      | 110"72      | 224"19      | 14          | 168"29     | 14         |        |        |        |        |

## Canottaggio
| Gara                               | Atleta                          | Batterie | Batterie | Quarti/ Ripescaggi | Quarti/ Ripescaggi | Semifinali | Semifinali         | Finale  | Finale       |
| Gara                               | Atleta                          | Tempo    | Pos.     | Tempo              | Pos.               | Tempo      | Pos.               | Tempo   | Pos.         |
| ---------------------------------- | ------------------------------- | -------- | -------- | ------------------ | ------------------ | ---------- | ------------------ | ------- | ------------ |
| Singolo maschile                   | Anderson Nocetti                | 7'35"52  | 2        | 7'23"68            | 5                  | 7'18"78    | 3 (semifinale C/D) | 7'01"54 | 2 (finale C) |
| 2 di coppia pesi leggeri maschile  | Thiago Almeida Thiago Gomes     | 6'30"78  | 5        | 6'51"99            | 4                  | 6'39"91    | 2 (semifinale C/D) | 6'36"24 | 5 (finale C) |
| Singolo femminile                  | Fabiana Beltrame                | 8'04"84  | 4        | 7'52"65            | 5                  | 8'13"01    | 4 (semifinale C/D) | 7'43"04 | 1 (finale D) |
| 2 di coppia pesi leggeri femminile | Camila Carvalho Luciana Granato | 7'25"90  | 5        | 7'47"53            | 5                  |            |                    | 7'22"40 | 3 (finale C) |

## Ciclismo

### Su strada e Cross country
| Gara                     | Atleta             | Tempo     | Posizione |
| ------------------------ | ------------------ | --------- | --------- |
| Corsa in linea maschile  | Murilo Fischer     | 6h 26'17" | 20        |
| Corsa in linea maschile  | Luciano Pagliarini | 7h 08'27" | 90        |
| Corsa in linea femminile | Clemilda Fernandes | 3h 41'01" | 51        |
| Cross country maschile   | Rubens Donizete    | 2h 05'19" | 21        |
| Cross country femminile  | Jaqueline Mourão   | -1 giro   | 19        |

## Equitazione
| Gara        | Atleta                                                 | Cavallo     | Dressage | Cross country | Salto | Salto di finale | Totale | Posizione |
| ----------- | ------------------------------------------------------ | ----------- | -------- | ------------- | ----- | --------------- | ------ | --------- |
| Individuale | Jeferson Moreira                                       | Escudeiro   | 55,90    | 50,80         | 4,00  |                 | 110,70 | 39        |
| Individuale | Andre Paro                                             | Land Heir   | 59,60    | 39,20         | 35,00 |                 | 133,80 | 47        |
| Individuale | Marcelo Tosi                                           | Super Rocky | 64,80    | 24,80         | 0     | 0               | 89,60  | 22        |
| Individuale | Saulo Tristao                                          | Totsie      | 79,60    |               |       |                 |        |           |
| A squadre   | Jeferson Moreira Andre Paro Marcelo Tosi Saulo Tristao | v. sopra    | 180,30   | 295,10        | 39,00 |                 | 334,10 | 10        |

| Gara        | Atleta           | Cavallo       | Test   | Test | Special test | Special test | Freestyle | Freestyle | Totale | Totale |
| Gara        | Atleta           | Cavallo       | Punti  | Pos. | Punti        | Pos.         | Punti     | Pos.      | Punti  | Pos.   |
| ----------- | ---------------- | ------------- | ------ | ---- | ------------ | ------------ | --------- | --------- | ------ | ------ |
| Individuale | Leandro da Silva | Oceano Do Top | 60,125 | 43   |              |              |           |           |        |        |
| Individuale | Luiza Tavares    | Samba         | 60,833 | 40   |              |              |           |           |        |        |

| Gara        | Atleta                                                      | Cavallo            | Qualificazioni | Qualificazioni | Qualificazioni | Qualificazioni | Qualificazioni | Qualificazioni | Finale    | Finale    | Finale  | Finale  | Finale | Finale | Spareggio | Spareggio | Spareggio |
| Gara        | Atleta                                                      | Cavallo            | Turno 1        | Turno 1        | Turno 2        | Turno 2        | Turno 3        | Turno 3        | Turno A   | Turno A   | Turno B | Turno B | Totale | Totale | Spareggio | Spareggio | Spareggio |
| Gara        | Atleta                                                      | Cavallo            | Pen.           | Pos.           | Pen.           | Pos.           | Pen.           | Pos.           | Pen.      | Pos.      | Pen.    | Pos.    | Pen.   | Pos.   | Pen.      | Tempo     | Pos.      |
| ----------- | ----------------------------------------------------------- | ------------------ | -------------- | -------------- | -------------- | -------------- | -------------- | -------------- | --------- | --------- | ------- | ------- | ------ | ------ | --------- | --------- | --------- |
| Individuale | Bernardo Alves                                              | Chuca Chup         | 0              | 1              | 12             | 30             | 20             | 27             |           |           |         |         |        |        |           |           |           |
| Individuale | Camila Benedicto                                            | Bonito Z           | 5              | 39             | 13             | 40             | 9              | 38             | 0         | 1         | 8       | 14      | 8      | 10     |           |           |           |
| Individuale | Rodrigo Pessoa                                              | Rufus              | 1              | 14             | 0              | 3              | 7              | 7              | 4         | 11        | 0       | 3       | 4      | 3      | 0         | 37"04     | 5         |
| Individuale | Pedro Veniss                                                | Un Blanc de Blancs | 0              | 1              | eliminato      | eliminato      |                |                |           |           |         |         |        |        |           |           |           |
| A squadre   | Bernardo Alves Camila Benedicto Rodrigo Pessoa Pedro Veniss | v. sopra           |                |                |                |                |                |                | eliminati | eliminati |         |         |        |        |           |           |           |

## Ginnastica

### Ginnastica artistica
| Gara                         | Atleta                                                                                      | Volteggio | Corpo libero | Cavallo con maniglie | Anelli | Parallele | Sbarra | Trave  | Totale  | Posizione | Finali                       |
| ---------------------------- | ------------------------------------------------------------------------------------------- | --------- | ------------ | -------------------- | ------ | --------- | ------ | ------ | ------- | --------- | ---------------------------- |
| Qualificazioni maschili      | Diego Hypólito                                                                              | 16,100    | 15,950       | -                    | -      | -         | -      |        | 32,050  | 83        | corpo libero                 |
| Qualificazioni femminili     | Jade Barbosa                                                                                | 15,100    | 14,900       |                      |        | 14,800    |        | 14,700 | 59,500  | 12        | concorso completo, volteggio |
| Qualificazioni femminili     | Ethiene Franco                                                                              | 14,175    | 14,275       |                      |        | 14,100    |        | 14,400 | 56,950  | 36        | nessuna                      |
| Qualificazioni femminili     | Daniele Hypólito                                                                            | -         | 14,250       |                      |        | 14,300    |        | 14,000 | 42,550  | 76        | nessuna                      |
| Qualificazioni femminili     | Daiane dos Santos                                                                           | 14,800    | 15,275       |                      |        | -         |        | -      | 30,075  | 84        | corpo libero                 |
| Qualificazioni femminili     | Ana Cláudia Silva                                                                           | 14,750    | 14,800       |                      |        | 14,550    |        | 13,475 | 57,575  | 28        | concorso completo            |
| Qualificazioni femminili     | Laís Souza                                                                                  | 14,800    | -            |                      |        | 14,775    |        | 13,575 | 43,150  | 74        | nessuna                      |
| Concorso a squadre femminile | Jade Barbosa Ethiene Franco Daniele Hypólito Daiane dos Santos Ana Cláudia Silva Laís Souza | 44,300    | 42,875       |                      |        | 43,325    |        | 43,900 | 233,800 | 7         | gara a squadre               |

| Gara                           | Atleta                                                                                      | Punteggio | Posizione |
| ------------------------------ | ------------------------------------------------------------------------------------------- | --------- | --------- |
| Corpo libero maschile          | Diego Hypólito                                                                              | 15,200    | 6         |
| Concorso individuale femminile | Jade Barbosa                                                                                | 59,550    | 10        |
| Concorso individuale femminile | Ana Cláudia Silva                                                                           | 56,875    | 22        |
| Volteggio femminile            | Jade Barbosa                                                                                | 14,487    | 7         |
| Corpo libero femminile         | Daiane dos Santos                                                                           | 15,275    | 5         |
| Concorso a squadre femminile   | Jade Barbosa Ethiene Franco Daniele Hypólito Daiane dos Santos Ana Cláudia Silva Laís Souza | 174,500   | 8         |

### Ginnastica ritmica
| Atlete                                                                                  | Qualificazioni | Qualificazioni    | Qualificazioni | Qualificazioni | Finale  | Finale            | Finale | Finale |
| Atlete                                                                                  | 5 corde        | 3 cerchi, 2 clave | Totale         | Pos.           | 5 corde | 3 cerchi, 2 clave | Totale | Pos.   |
| --------------------------------------------------------------------------------------- | -------------- | ----------------- | -------------- | -------------- | ------- | ----------------- | ------ | ------ |
| Daniela Leite Luana Faro Luisa Matsuo Marcela Menezes Nicole Muller Tayanne Mantovaneli | 14,900         | 14,225            | 29,125         | 12             |         |                   |        |        |

## Judo
| Gara    | Atleta                  | Preliminari                        | Tabellone principale                     | Tabellone principale                  | Tabellone principale                   | Tabellone principale | Tabellone principale | Ripescaggi                     | Ripescaggi                                | Ripescaggi                            | Ripescaggi                               |
| Gara    | Atleta                  | Preliminari                        | Sedicesimi                               | Ottavi                                | Quarti                                 | Semifinali           | Finale               | 1º turno                       | Quarti                                    | Semifinali                            | Finale                                   |
| ------- | ----------------------- | ---------------------------------- | ---------------------------------------- | ------------------------------------- | -------------------------------------- | -------------------- | -------------------- | ------------------------------ | ----------------------------------------- | ------------------------------------- | ---------------------------------------- |
| 60 kg   | Denílson Lourenço       | Maksym Korotun (Ucraina) 1001-0001 | Pavel Petríkov (Rep. Ceca) 0000-0011     |                                       |                                        |                      |                      |                                |                                           |                                       |                                          |
| 66 kg   | João Derly              |                                    | Kim Joo-Jin (Portogallo) 0002-0001       | Pedro Dias (Corea del Sud) 0010-0101  |                                        |                      |                      |                                |                                           |                                       |                                          |
| 73 kg   | Leandro Guilheiro       |                                    | Mariano Bertolotti (Argentina) 0100-0010 | Marlon August (Sudafrica) 1001-0000   | Wang Ki-Chun (Corea del Sud) 0000-0100 |                      |                      |                                | Shokir Muminov (Uzbekistan) 1000-0000     | Gennadiy Bilodid (Ucraina) 1000-0001  | Ali Maloumat (Iran) 1000-0000            |
| 81 kg   | Tiago Camilo            |                                    | Takashi Ono (Giappone) 0120-0000         | Hamed Malekmohammadi (Iran) 1010-0000 | Ole Bischof (Germania) 0000-0200       |                      |                      |                                | Travis Stevens (Stati Uniti) 0011-0010    | Euan Burton (Gran Bretagna) 0100-0010 | Guillaume Elmont (Paesi Bassi) 1100-0001 |
| 90 kg   | Eduardo Santos          |                                    | He Yanzhu (Cina) 1000-0000               | José Camacho (Venezuela) 1000-0000    | Yves-Matthieu (Francia) 0001-1011      |                      |                      |                                | Roberto Meloni (Italia) 1000-0000         | Sergei Aschwanden (Austria) 0000-0000 |                                          |
| 100 kg  | Luciano Correa          |                                    | Henk Grol (Paesi Bassi) 0001-0210        |                                       |                                        |                      |                      | Arik Zeevi (Israele) 0011-0001 | Przemyslaw Matyjaszek (Polonia) 0000-1000 |                                       |                                          |
| +100 kg | João Gabriel Schlittler |                                    | Yevgen Sotnikov (Ucraina) 0010-0001      | Martin Padar (Estonia) 0010-0000      | Óscar Braison (Cuba) 0000-1000         |                      |                      |                                | Rudy Hachache (Libano) 1031-0000          | Teddy Riner (Francia) 0000-1000       |                                          |

| Gara  | Atleta             | Tabellone principale                                | Tabellone principale                        | Tabellone principale | Tabellone principale | Tabellone principale | Ripescaggi                        | Ripescaggi                          | Ripescaggi                                   | Ripescaggi                                |
| Gara  | Atleta             | Sedicesimi                                          | Ottavi                                      | Quarti               | Semifinali           | Finale               | 1º turno                          | Quarti                              | Semifinali                                   | Finale                                    |
| ----- | ------------------ | --------------------------------------------------- | ------------------------------------------- | -------------------- | -------------------- | -------------------- | --------------------------------- | ----------------------------------- | -------------------------------------------- | ----------------------------------------- |
| 48 kg | Sarah Menezes      | Éva Csernoviczki (Ungheria) 0000-1000               |                                             |                      |                      |                      |                                   |                                     |                                              |                                           |
| 52 kg | Andressa Fernandes | María Altagarcía García (Rep. Dominicana) 0000-1000 |                                             |                      |                      |                      |                                   |                                     |                                              |                                           |
| 57 kg | Ketleyn Quadros    | Kang Sin-Yong (Corea del Sud) 0011-0002             | Deborah Gravenstijn (Paesi Bassi) 0000-0001 |                      |                      |                      |                                   | Isabel Fernández (Spagna) 0001-0000 | Aiko Sato (Giappone) 1000-0000               | Maria Pekli (Australia) 1000-0000         |
| 63 kg | Danielli Yuri      | Kong Ja-Young (Corea del Sud) 0100-1000             |                                             |                      |                      |                      |                                   |                                     |                                              |                                           |
| 70 kg | Mayra Aguiar       | Leire Iglesias (Spagna) 0011-0020                   |                                             |                      |                      |                      |                                   |                                     |                                              |                                           |
| 78 kg | Edinanci Silva     | bye                                                 | Esther San Miguel (Spagna) 0010-0011        |                      |                      |                      | Vera Moskalyuk (Russia) 0021-0000 | Lucia Morico (Italia) 1101-0000     | Pürevjargalyn Lkhamdegd (Mongolia) 1131-0010 | Jeong Gyeong-Mi (Corea del Sud) 0000-1010 |

## Lotta
| Gara  | Atleta              | Tabellone principale | Tabellone principale              | Tabellone principale           | Tabellone principale | Tabellone principale | Ripescaggi | Ripescaggi | Ripescaggi |
| Gara  | Atleta              | Sedicesimi           | Ottavi                            | Quarti                         | Semifinali           | Finale               | Quarti     | Semifinali | Finale     |
| ----- | ------------------- | -------------------- | --------------------------------- | ------------------------------ | -------------------- | -------------------- | ---------- | ---------- | ---------- |
| 72 kg | Rosângela Conceição |                      | Olga Zhanibekova (Kazakistan) 2-1 | Kyoko Hamaguchi (Giappone) 0-2 |                      |                      |            |            |            |

## Nuoto
| Gara                           | Atleta                                                           | Batterie | Batterie | Semifinali   | Semifinali   | Finale     | Finale |
| Gara                           | Atleta                                                           | Tempo    | Pos.     | Tempo        | Pos.         | Tempo      | Pos.   |
| ------------------------------ | ---------------------------------------------------------------- | -------- | -------- | ------------ | ------------ | ---------- | ------ |
| 50 m stile libero              | César Cielo Filho                                                | 21"47    | 2        | 21"34        | 1            | 21"30      |        |
| 50 m stile libero              | Nicholas Santos                                                  | 22"00    | 10       | 22"15        | 16           |            |        |
| 100 m stile libero             | César Cielo Filho                                                | 48"16    | 7        | 48"07        | 8            | 47"67      |        |
| 200 m stile libero             | Rodrigo Castro                                                   | 1'47"87  | 18       | 1'48"71      | 16           |            |        |
| 100 m dorso                    | Guilherme Guido                                                  | 54"89    | 20       |              |              |            |        |
| 200 m dorso                    | Lucas Salatta                                                    | 1'59"91  | 23       |              |              |            |        |
| 100 m rana                     | Henrique Barbosa                                                 | 1'01"11  | 23       |              |              |            |        |
| 100 m rana                     | Felipe França                                                    | 1'01"04  | 22       |              |              |            |        |
| 200 m rana                     | Thiago Pereira                                                   | 2'11"40  | 19       |              |              |            |        |
| 200 m rana                     | Henrique Barbosa                                                 | 2'12"99  | 30       |              |              |            |        |
| 100 m farfalla                 | Kaio Márcio                                                      | 52"05    | 16       | 52"32        | 15           |            |        |
| 100 m farfalla                 | Gabriel Mangabeira                                               | 52"58    | 23       |              |              |            |        |
| 200 m farfalla                 | Kaio Márcio                                                      | 1'54"65  | 3        | 1'55"21      | 6            | 1'54"71    | 7      |
| 200 m misti                    | Thiago Pereira                                                   | 1'58"41  | 3        | 1'58"06      | 3            | 1'58"14    | 4      |
| 400 m misti                    | Thiago Pereira                                                   |          |          | 4'11"74      | 8            | 4'15"40    | 8      |
| Staffetta 4x100 m stile libero | César Cielo Filho Rodrigo Castro Fernando Silva Nicolas Oliveira |          |          | squalificati | squalificati |            |        |
| Staffetta 4x200 m stile libero | Nicolas Oliveira Rodrigo Castro Phillip Morrison Lucas Salatta   |          |          | 7'19"54      | 16           |            |        |
| Staffetta 4x100 m misti        | Guilherme Guido Felipe França Kaio Márcio Nicolas Oliveira       |          |          | 3'38"66      | 14           |            |        |
| Fondo 10 km                    | Allan do Carmo                                                   |          |          |              |              | 1h 52'16"6 | 14     |

| Gara                           | Atleta                                                             | Batterie | Batterie | Semifinali | Semifinali | Finale     | Finale |
| Gara                           | Atleta                                                             | Tempo    | Pos.     | Tempo      | Pos.       | Tempo      | Pos.   |
| ------------------------------ | ------------------------------------------------------------------ | -------- | -------- | ---------- | ---------- | ---------- | ------ |
| 50 m stile libero              | Flávia Delaroli                                                    | 25"34    | 23       |            |            |            |        |
| 100 m dorso                    | Fabíola Molina                                                     | 1'01"00  | 18       |            |            |            |        |
| 100 m farfalla                 | Daynara de Paula                                                   | 59"45    | 34       |            |            |            |        |
| 100 m farfalla                 | Gabriella Silva                                                    | 58"00    | 5        | 58"39      | 8          | 58"10      | 7      |
| 400 m misti                    | Joanna Maranhão                                                    |          |          | 4'40"18    | 17         |            |        |
| Staffetta 4x100 m stile libero | Tatiana Barbosa Flávia Delaroli Michelle Lenhardt Monique Ferreira |          |          | 3'42"85    | 13         |            |        |
| Staffetta 4x100 m misti        | Fabíola Molina Tatiane Sakemi Gabriella Silva Tatiana Barbosa      |          |          | 4'02"61    | 10         |            |        |
| Fondo 10 km                    | Ana Marcela Cunha                                                  |          |          |            |            | 1h 59'36"8 | 5      |
| Fondo 10 km                    | Poliana Okimoto                                                    |          |          |            |            | 1h 59'37"4 | 7      |

## Nuoto sincronizzato
| Gara | Atlete                        | Technical Routine | Technical Routine | Free Routine (preliminari) | Free Routine (preliminari) | Free Routine (finale) | Free Routine (finale) | Punteggio totale | Posizione finale |
| Gara | Atlete                        | Punteggio         | Pos.              | Punteggio                  | Pos.                       | Punteggio             | Pos.                  | Punteggio totale | Posizione finale |
| ---- | ----------------------------- | ----------------- | ----------------- | -------------------------- | -------------------------- | --------------------- | --------------------- | ---------------- | ---------------- |
| Duo  | Nayara Figueira Lara Teixeira | 44,334            | 12                | 44,667                     | 13                         |                       |                       |                  |                  |

## Pallacanestro

### Torneo femminile
La nazionale brasiliana si è qualificata per i Giochi nel torneo preolimpico di luglio 2008.

#### Squadra
La squadra era formata da:
- Adriana Moisés Pinto (guardia)
- Karla Cristina Martins da Costa (guardia tiratrice)
- Karen Rocha (swingman)
- Micaela Martins Jacintho (ala)
- Fernanda Neves Beling (guardia)
- Cláudia Maria das Neves (playmaker, capitano)
- Jucimara Evangelista Dantas (ala-centro)
- Soeli Garvão Zakrzeski (ala-centro)
- Patrícia de Oliveira Ferreira (ala)
- Franciele Aparecida do Nascimento (centro)
- Graziane de Jesus Coelho (centro)
- Kelly da Silva Santos (centro)

#### Prima fase
| Data      | Ora locale | Squadra   | Punteggio      | Squadra       | Referto |
| --------- | ---------- | --------- | -------------- | ------------- | ------- |
| 9 agosto  | 16:45      | Brasile   | 62 - 68 d.t.s. | Corea del Sud | ref     |
| 11 agosto | 22:15      | Australia | 80 - 65        | Brasile       | ref     |
| 13 agosto | 14:30      | Brasile   | 78 - 79        | Lettonia      | ref     |
| 15 agosto | 14:30      | Russia    | 74 - 64        | Brasile       | ref     |
| 17 agosto | 16:45      | Brasile   | 68 - 53        | Bielorussia   | ref     |

| Squadra       | P  | V | P | PF  | PS  | Diff. |
| ------------- | -- | - | - | --- | --- | ----- |
| Australia     | 10 | 5 | 0 | 424 | 319 | +105  |
| Russia        | 9  | 4 | 1 | 339 | 333 | +6    |
| Bielorussia   | 7  | 2 | 3 | 324 | 332 | -8    |
| Corea del Sud | 7  | 2 | 3 | 327 | 360 | -33   |
| Brasile       | 6  | 1 | 4 | 337 | 354 | -17   |
| Lettonia      | 6  | 1 | 4 | 334 | 387 | -53   |

## Pallamano

### Torneo maschile
La nazionale brasiliana si è qualificata per i Giochi vincendo il torneo dei Giochi panamericani del 2007.

#### Squadra
La squadra era formata da:
- Maik Santos (portiere)
- Fernando Pacecho Filho (terzino destro)
- Carlos Ertel (pivot)
- Renato Ruy (ala destra)
- Bruno Souza (terzino sinistro)
- Leonardo Bortolini (centrale)
- Helio Justino (ala sinistra)
- Alexandre Vasconcelos (portiere)
- Silvio Laureano (ala destra)
- Alexandre Silva (pivot)
- Felipe Ribeiro (ala sinistra)
- Bruno Santana (centrale)
- Jardel Pizzinato (pivot)
- Guilherme Oliveira (terzino sinistro)

#### Prima fase
| Arbitro: | Din (ROU), Dinu (ROU) |

|           |           |         |
| Girault 7 | Marcatori | Ertel 5 |

| Arbitro: | Gjeding (DAN), Hansen (DAN) |

|                |           |          |
| Ertel, Souza 3 | Marcatori | Dzomba 7 |

| Arbitro: | Karbas-Chi (IRI), Kolahdouzan (IRI) |

|                       |           |           |
| Jurecki, Tluczynski 6 | Marcatori | Ribeiro 7 |

| Arbitro: | Elmoamli (EGY), Shaban Ali (EGY) |

|                     |           |            |
| Ribeiro, Laureano 5 | Marcatori | Cui, Cui 4 |

| Arbitro: | Baum (POL), Goralczyk (POL) |

|          |           |                  |
| Romero 8 | Marcatori | Pacheco Filho 12 |

| Squadra | Giocate | Vinte | Pareggiate | Perse | Gol fatti | Gol subiti | Differenza reti | Punti |
| ------- | ------- | ----- | ---------- | ----- | --------- | ---------- | --------------- | ----- |
| Francia | 5       | 4     | 1          | 0     | 148       | 115        | 33              | 9     |
| Polonia | 5       | 3     | 1          | 1     | 147       | 128        | 19              | 7     |
| Croazia | 5       | 3     | 0          | 2     | 140       | 115        | 25              | 6     |
| Spagna  | 5       | 3     | 0          | 2     | 152       | 145        | 7               | 6     |
| Brasile | 5       | 1     | 0          | 4     | 129       | 153        | -24             | 2     |
| Cina    | 5       | 0     | 0          | 5     | 104       | 164        | -64             | 0     |

### Torneo femminile
La nazionale brasiliana si è qualificata per i Giochi vincendo il torneo dei Giochi panamericani del 2007.

#### Squadra
La squadra era formata da:
- Chana Masson (portiere)
- Fabiana Diniz (pivot)
- Alexandra Nascimento (ala destra)
- Daniela Piedade (pivot)
- Eduarda Amorim (terzino sinistro)
- Alessandra Oliveira (pivot)
- Ana Rodrigues (centrale)
- Aline Rosas (ala sinistra)
- Viviane Jacques (ala destra)
- Lucila Silva (centrale)
- Idalina Mesquita (ala sinistra)
- Deonise Cavaleiro (terzino destro)
- Aline Santos (terzino sinistro)
- Darly de Paula (portiere)

#### Prima fase
| Arbitro: | Breto (ESP), Huelin (ESP) |

|          |           |          |
| Krause 6 | Marcatori | Santos 6 |

| Arbitro: | Baum (POL), Goralczyk (POL) |

|           |           |           |
| Amorim 10 | Marcatori | Gorbicz 8 |

| Arbitro: | Licis (LAT), Stolarovs (LAT) |

|                 |           |              |
| Poltoratskaya 6 | Marcatori | Nascimento 5 |

| Arbitro: | Licis (LAT), Stolarovs (LAT) |

|              |           |         |
| Nascimento 9 | Marcatori | Hong 10 |

| Arbitro: | Bord (FRA), Buy (FRA) |

|        |           |         |
| Ahlm 7 | Marcatori | Rosas 5 |

| Squadra       | Giocate | Vinte | Perse | Pareggiate | Gol fatti | Gol subiti | Differenza reti | Punti |
| ------------- | ------- | ----- | ----- | ---------- | --------- | ---------- | --------------- | ----- |
| Russia        | 5       | 4     | 1     | 0          | 148       | 125        | +23             | 9     |
| Corea del Sud | 5       | 3     | 1     | 1          | 155       | 127        | +28             | 7     |
| Ungheria      | 5       | 2     | 1     | 2          | 129       | 142        | -13             | 5     |
| Svezia        | 5       | 2     | 0     | 3          | 102       | 112        | -10             | 4     |
| Brasile       | 5       | 1     | 1     | 3          | 94        | 104        | -10             | 3     |
| Germania      | 5       | 1     | 0     | 4          | 127       | 145        | -18             | 2     |

## Pallavolo

### Torneo maschile
La nazionale brasiliana si è qualificata per i Giochi vincendo la Coppa del Mondo del 2007.

#### Squadra
La squadra era formata da:
- Bruno de Rezende
- Marcelo Elgarten
- André Heller
- Samuel Fuchs
- Gilberto de Godoy (capitano)
- Murilo Endres
- André Nascimento
- Sérgio dos Santos
- Anderson Rodrigues
- Gustavo Endres
- Rodrigo Santana
- Dante do Amaral

#### Prima fase
| 10 agosto | 14.30 | Brasile  | 3-0 (25-19, 25-15, 25-18)        | Egitto  | Capital Indoor Stadium                    |
| 12 agosto | 14.30 | Serbia   | 1-3 (27-25, 20-25, 17-25, 21-25) | Brasile | Capital Indoor Stadium                    |
| 14 agosto | 12.30 | Brasile  | 1-3 (25-22, 24-26, 29-31, 19-25) | Russia  | Capital Indoor Stadium                    |
| 16 agosto | 20.00 | Brasile  | 3-0 (30-28, 25-19, 25-19)        | Polonia | Capital Indoor Stadium                    |
| 18 agosto | 12.00 | Germania | 0-3 (22-25, 21-25, 23-25)        | Brasile | Beijing Institute of Technology Gymnasium |

| squadra  | G | W | P | Sv | Sp | Quoz  | Pf  | Ps  | Quoz  | Pts |
| -------- | - | - | - | -- | -- | ----- | --- | --- | ----- | --- |
| Brasile  | 5 | 4 | 1 | 13 | 4  | 3,250 | 427 | 373 | 1,145 | 9   |
| Russia   | 5 | 4 | 1 | 14 | 7  | 2,000 | 496 | 447 | 1,110 | 9   |
| Polonia  | 5 | 4 | 1 | 12 | 6  | 2,000 | 434 | 404 | 1,074 | 9   |
| Serbia   | 5 | 2 | 3 | 9  | 10 | 0,900 | 440 | 439 | 1,002 | 7   |
| Germania | 5 | 1 | 4 | 6  | 12 | 0,500 | 418 | 440 | 0,950 | 6   |
| Egitto   | 5 | 0 | 5 | 0  | 15 | 0,000 | 277 | 379 | 0,731 | 5   |

#### Seconda fase
| Quarti di finale | Quarti di finale | Quarti di finale | Quarti di finale                 | Quarti di finale | Quarti di finale       |
| ---------------- | ---------------- | ---------------- | -------------------------------- | ---------------- | ---------------------- |
| 20 agosto        | 20.00            | Brasile          | 3-0 (25-17, 25-15, 25-16)        | Cina             | Capital Indoor Stadium |
| Semifinale       |                  |                  |                                  |                  |                        |
| 22 agosto        | 20.00            | Italia           | 1-3 (25-19, 18-25, 21-25, 22-25) | Brasile          | Capital Indoor Stadium |
| Finale           |                  |                  |                                  |                  |                        |
| 24 agosto        | 12.00            | Stati Uniti      | 3-1 (20-25, 25-22, 25-21, 25-23) | Brasile          | Capital Indoor Stadium |

### Torneo femminile
La nazionale brasiliana si è qualificata per i Giochi con il secondo posto Coppa del Mondo del 2007.

## Pentathlon moderno
| Gara     | Atleta       | Tiro  | Tiro  | Scherma  | Scherma | Nuoto   | Nuoto | Equitazione | Equitazione | Corsa    | Corsa | Punteggio totale | Posizione |
| Gara     | Atleta       | Punti | Punt. | Vittorie | Punt.   | Tempo   | Punt. | Punti       | Punt.       | Tempo    | Punt. | Punteggio totale | Posizione |
| -------- | ------------ | ----- | ----- | -------- | ------- | ------- | ----- | ----------- | ----------- | -------- | ----- | ---------------- | --------- |
| Maschile | Yane Marques | 185   | 1156  | 19       | 856     | 2'15"44 | 1296  | 85,86       | 948         | 11'01"61 | 1076  | 5332             | 12        |

## Pugilato
| Gara                | Atleta            | Sedicesimi                            | Ottavi                          | Quarti                        | Semifinali | Finale |
| ------------------- | ----------------- | ------------------------------------- | ------------------------------- | ----------------------------- | ---------- | ------ |
| Pesi mosca leggeri  | Paulo Carvalho    | Redouane Bouchtouk (Marocco) 13-7     | Manyo Plange (Ghana) 21-12      | Yampier Hernández (Cuba) 6-21 |            |        |
| Pesi mosca          | Robenilson Vieria | Anurudha Rathnayake (Sri Lanka) 13-3  | Anvar Yunusov (Tagikistan) 6-12 |                               |            |        |
| Pesi piuma          | Robson Conceição  | Li Yang (Cina)                        |                                 |                               |            |        |
| Pesi leggeri        | Éverton Lopes     | Asylbek Talasbayev (Kirghizistan) 7-9 |                                 |                               |            |        |
| Pesi welter leggeri | Myke Carvalho     | Richarno Colin (Mauritius) 11-15      |                                 |                               |            |        |
| Pesi mediomassimi   | Washington Silva  | Azea Augustama (Haiti) 6-2            | Bastir Samir (Ghana) 9-7        | Kenneth Egan (Irlanda) 0-8    |            |        |

## Scherma
| Gara                 | Atleta        | Turno 1                      | Sedicesimi                    | Ottavi | Quarti | Semifinali | Finale |
| -------------------- | ------------- | ---------------------------- | ----------------------------- | ------ | ------ | ---------- | ------ |
| Fioretto individuale | João Souza    | Yūki Ōta (Giappone) 4-15     |                               |        |        |            |        |
| Sciabola individuale | Renzo Agresta | Mahmoud Samir (Egitto) 15-10 | Luigi Tarantino (Italia) 8-15 |        |        |            |        |

## Sollevamento pesi
| Gara  | Atleta         | Strappo | Strappo | Slancio | Slancio | Totale | Posizione |
| Gara  | Atleta         | Ris.    | Pos.    | Ris.    | Pos.    | Totale | Posizione |
| ----- | -------------- | ------- | ------- | ------- | ------- | ------ | --------- |
| 69 kg | Wellison Silva | 135     | 15      | 155     | 18      | 290    | 18        |

## Taekwondo
| Gara             | Atleta            | Tabellone principale                      | Tabellone principale            | Tabellone principale              | Tabellone principale | Ripescaggi | Ripescaggi                       |
| Gara             | Atleta            | Ottavi                                    | Quarti                          | Semifinali                        | Finale               | Semifinali | Finale                           |
| ---------------- | ----------------- | ----------------------------------------- | ------------------------------- | --------------------------------- | -------------------- | ---------- | -------------------------------- |
| 58 kg maschile   | Márcio Wenceslau  | Reza Naderian (Iran) 2-1                  | Juan Antonio Ramos (Spagna) 2-3 |                                   |                      |            |                                  |
| 57 kg femminile  | Débora Nunes      | Lailatou Amadou Lele (Niger) squalificata | Martina Zubčić (Croazia) 2-3    |                                   |                      |            |                                  |
| +67 kg femminile | Natália Falavigna | Kyriaki Kouvari (Grecia) 3-1              | Carmen Marton (Australia) 5-2   | Nina Solheim (Norvegia) 2-2 (SUP) |                      |            | Karolina Kedzierska (Svezia) 2-5 |

## Tennis
| Gara               | Atleta                | Trentaduesimi                           | Sedicesimi                                           | Ottavi                                       | Quarti | Semifinali | Finale |
| ------------------ | --------------------- | --------------------------------------- | ---------------------------------------------------- | -------------------------------------------- | ------ | ---------- | ------ |
| Singolare maschile | Thomaz Bellucci       | Dominik Hrbatý (Slovacchia) 6-2 4-6 2-6 |                                                      |                                              |        |            |        |
| Singolare maschile | Marcos Daniel         | Jürgen Melzer (Austria) 7-69 1-6 6-8    |                                                      |                                              |        |            |        |
| Doppio maschile    | André Sá Marcelo Melo |                                         | Tomáš Berdych Radek Štěpánek (Rep. Ceca) 5-7 6-2 8-6 | Mahesh Bhupathi Leander Paes (India) 4-6 2-6 |        |            |        |

## Tennis tavolo
| Gara              | Atleta          | Preliminari                                                                    | Turno 1                                                           | Turno 2 | Turno 3 | Turno 4 | Quarti | Semifinali | Finale |
| ----------------- | --------------- | ------------------------------------------------------------------------------ | ----------------------------------------------------------------- | ------- | ------- | ------- | ------ | ---------- | ------ |
| Singolo maschile  | Thiago Monteiro | bye                                                                            | Kim Hyok Bong (Corea del Nord) 1-4 (6-11, 9-11, 6-11, 11-7, 5-11) |         |         |         |        |            |        |
| Singolo maschile  | Gustavo Tsuboi  | Pradeeban Peter-Paul (Canada) 4-3 (11-7, 11-6, 10-12, 11-7, 7-11, 9-11, 12-10) | Gionis Panagiotis (Grecia) 0-4 (7-11, 3-11, 5-11, 5-11)           |         |         |         |        |            |        |
| Singolo femminile | Mariany Nonaka  | Ruta Paskauskiene (Lituania) 0-4 (3-11, 6-11, 13-15, 3-11)                     |                                                                   |         |         |         |        |            |        |

### Gara a squadre maschile
La squadra maschile è stata formata da Thiago Monteiro, Gustavo Tsuboi e Hugo Hoyama.

#### Prima fase
| 13 agosto 2008 | Taipei cinese | 3 – 1 | Brasile |  |

| 13 agosto 2008 | Corea del Sud | 3 – 1 | Brasile |  |

| 14 agosto 2008 | Svezia | 3 – 0 | Brasile |  |

| Squadra       | P.ti | G | V | P | GV | GP |
| ------------- | ---- | - | - | - | -- | -- |
| Corea del Sud | 6    | 3 | 3 | 0 | 9  | 2  |
| Taipei cinese | 5    | 3 | 2 | 1 | 7  | 6  |
| Svezia        | 4    | 3 | 1 | 2 | 5  | 6  |
| Brasile       | 3    | 3 | 0 | 3 | 2  | 9  |

## Tiro
| Gara                        | Atleta          | Qualificazioni | Qualificazioni | Finale    | Finale       | Finale |
| Gara                        | Atleta          | Punteggio      | Pos.           | Punteggio | Punt. totale | Pos.   |
| --------------------------- | --------------- | -------------- | -------------- | --------- | ------------ | ------ |
| Pistola 10 m aria compressa | Júlio Almeida   | 580            | 13             |           |              |        |
| Pistola 10 m aria compressa | Stênio Yamamoto | 568            | 43             |           |              |        |
| Pistola 25 m automatica     | Júlio Almeida   | 568            | 11             |           |              |        |
| Pistola 50 m                | Júlio Almeida   | 554            | 18             |           |              |        |
| Pistola 50 m                | Stênio Yamamoto | 538            | 44             |           |              |        |

## Tiro con l'arco
| Gara                 | Atleta        | Turno di qualificazione | Turno di qualificazione | Turno 1                              | Turno 2 | Ottavi | Quarti | Semifinali | Finale |
| Gara                 | Atleta        | Punteggio               | Pos.                    | Turno 1                              | Turno 2 | Ottavi | Quarti | Semifinali | Finale |
| -------------------- | ------------- | ----------------------- | ----------------------- | ------------------------------------ | ------- | ------ | ------ | ---------- | ------ |
| Individuale maschile | Luiz Trainini | 610                     | 61                      | Park Kyung-Mo (Corea del Sud) 99-116 |         |        |        |            |        |

## Triathlon
| Gara           | Atleta           | Nuoto  | Ciclismo  | Corsa  | Tempo totale | Posizione |
| -------------- | ---------------- | ------ | --------- | ------ | ------------ | --------- |
| Gara maschile  | Reinaldo Colucci | 18'24" | 1h 17'43" | 33'32" | 1h 51'35"57  | 26        |
| Gara maschile  | Juraci Moreira   | 18'52" | 1h 17'47" | 34'56" | 1h 53'13"94  | 37        |
| Gara femminile | Mariana Ohata    | 20'02  | 1h 26'56" | 39'43" | 2h 07'11"92  | 39        |

## Tuffi
| Gara                           | Atleta         | Preliminari | Preliminari | Semifinale | Semifinale | Finale | Finale |
| Gara                           | Atleta         | Punti       | Pos.        | Punti      | Pos.       | Punti  | Pos.   |
| ------------------------------ | -------------- | ----------- | ----------- | ---------- | ---------- | ------ | ------ |
| Trampolino 3 metri maschile    | César Castro   | 400,60      | 24          |            |            |        |        |
| Piattaforma 10 metri maschile  | Hugo Parisi    | 412,95      | 19          |            |            |        |        |
| Piattaforma 10 metri maschile  | Cassius Duran  | 289,65      | 24          |            |            |        |        |
| Piattaforma 10 metri femminile | Juliana Veloso | 283,75      | 23          |            |            |        |        |

## Vela
| Gara               | Atleta                        | Regata | Regata | Regata | Regata | Regata | Regata | Regata | Regata | Regata | Regata | Regata | Regata | Regata     | Regata     | Regata     | Regata | Punteggio | Pos. |
| Gara               | Atleta                        | 1      | 2      | 3      | 4      | 5      | 6      | 7      | 8      | 9      | 10     | 11     | 12     | 13         | 14         | 15         | M      | Punteggio | Pos. |
| ------------------ | ----------------------------- | ------ | ------ | ------ | ------ | ------ | ------ | ------ | ------ | ------ | ------ | ------ | ------ | ---------- | ---------- | ---------- | ------ | --------- | ---- |
| Windsurf maschile  | Ricardo Winicki               | 12     | 6      | 13     | 7      | 6      | 3      | 6      | 7      | 5      | 33     |        |        |            |            |            | 12     | 65        | 5    |
| Windsurf femminile | Patrícia Freitas              | 20     | 13     | 15     | 23     | 6      | 7      | 21     | 17     | 16     | 20     |        |        |            |            |            |        | 135       | 18   |
| Laser maschile     | Bruno Fontes                  | 31     | 17     | 31     | 12     | 12     | 12     | 24     | 35     | 23     | 39     |        |        |            |            |            |        | 185       | 27   |
| 470 maschile       | Samuel Albrecht Fabio Pillar  | 9      | 30     | 10     | 18     | 4      | 30     | 16     | 10     | 24     | 13     |        |        |            |            |            |        | 134       | 17   |
| 470 femminile      | Fernanda Oliveira Isabel Swan | 11     | 16     | 5      | 10     | 7      | 6      | 6      | 2      | 7      | 4      |        |        |            |            |            | 2      | 60        |      |
| Star maschile      | Robert Scheidt Bruno Prada    | 10     | 11     | 6      | 1      | 9      | 10     | 2      | 3      | 3      | 3      |        |        |            |            |            | 6      | 53        |      |
| Finn               | Eduardo Couto                 | 6      | 16     | 27 DNF | 7      | 2      | 17     | 14     | 27     |        |        |        |        |            |            |            |        | 89        | 13   |
| 49er               | André Fonseca Rodrigo Duarte  | 10     | 5      | 8      | 9      | 9      | 4      | 12     | 5      | 11     | 1      | 9      | 13     | cancellate | cancellate | cancellate | 16     | 99        | 7    |